# Thế vận hội Mùa hè 1906
Thế vận hội Mùa hè 1906, hay Thế vận hội xen kẽ 1906 là một sự kiện thể thao được tổ chức tại Athens, Hy Lạp. Tại thời điểm đó thì kỳ đại hội này được coi là Thế vận hội và được Ủy ban Olympics quốc tế xem là "Thế vận hội quốc tế thứ hai tại Athens". Mặc dù huy chương vẫn được trao cho các vận động viên tham dự, tuy nhiên ngày nay những huy chương này lại không được IOC công nhận và không được trưng bày trong bộ sưu tập huy chương Thế vận hội tại sân vận động Olympic tại Lausanne, Thụy Sĩ.

## Các quốc gia tham dự
- Úc (4)
- Áo (31)
- Bỉ (16)
- Bohemia (13)
- Canada (3)
- Đan Mạch (53)
- Ai Cập (2)
- Phần Lan (4)[1]
- Pháp (56)
- Đức (49)
- Anh Quốc (47)
- Hy Lạp (321)
- Hungary (35)
- Ý (76)
- Hà Lan (16)
- Na Uy (32)
- Thụy Điển (39)
- Thụy Sĩ (9)
- Thổ Nhĩ Kỳ (2)[2]
- Hoa Kỳ (38)

## Bảng tổng sắp huy chương
Những huy chương dưới đây vẫn được trao nhưng hiện đã không còn được IOC công nhận.
| 1         | Pháp                  | 15 | 9  | 16 | 40  |
| 2         | Hoa Kỳ                | 12 | 6  | 6  | 24  |
| 3         | Hy Lạp                | 8  | 13 | 13 | 34  |
| 4         | Anh Quốc              | 8  | 11 | 5  | 24  |
| 5         | Ý                     | 7  | 6  | 3  | 16  |
| 6         | Thụy Sĩ               | 5  | 6  | 4  | 15  |
| 7         | Đức                   | 4  | 6  | 5  | 15  |
| 8         | Na Uy                 | 4  | 2  | 1  | 7   |
| 9         | Áo                    | 3  | 3  | 3  | 9   |
| 10        | Đan Mạch              | 3  | 2  | 1  | 6   |
| 11        | Thụy Điển             | 2  | 5  | 7  | 14  |
| 12        | Hungary               | 2  | 5  | 3  | 10  |
| 13        | Bỉ                    | 2  | 1  | 3  | 6   |
| 14        | Phần Lan              | 2  | 1  | 1  | 4   |
| 15        | Canada                | 1  | 1  | 0  | 2   |
| 16        | Hà Lan                | 0  | 1  | 2  | 3   |
| 17        | Đoàn thể thao kết hợp | 0  | 1  | 0  | 1   |
| 17        | Đế quốc Ottoman       | 0  | 1  | 0  | 1   |
| 19        | Úc                    | 0  | 0  | 3  | 3   |
| 20        | Bohemia               | 0  | 0  | 2  | 2   |
|           |                       |    |    |    |     |
| Tổng cộng | Tổng cộng             | 78 | 80 | 78 | 236 |